# Traité de Burlingame
Le traité de Burlingame est signé en 1868 par les États-Unis et la Chine. Il révise le traité de Tianjin dans un sens plus favorable aux Chinois. 
Il permet entre autres à des milliers de manœuvres chinois de travailler aux États-Unis notamment sur les chantiers des chemins de fer dans l'Ouest américain.  
Il est supprimé par la loi d'exclusion des Chinois de 1882.